# Kleingarten-II-Entscheidung
In der Kleingarten-II-Entscheidung des Bundesverfassungsgerichts vom 23. September 1992 (Fundstelle: BVerfGE 87, 114 - Pachtzins für Kleingärten) präzisierte das Bundesverfassungsgericht die Folgen einer Entscheidung der Verfassungswidrigkeit geltenden Rechts.

## Sachverhalt
In der Kleingarten-I-Entscheidung erklärte das Bundesverfassungsgericht die bisherige Unkündbarkeitsregelung des Kleingartenrechts für nicht mit dem Grundgesetz vereinbar. Der Gesetzgeber reagierte hierauf, indem er mit Wirkung zum 1. April 1983 das Bundeskleingartengesetz beschloss, um das Kleingartenrecht neu zu regeln.
Für bereits vor Inkrafttreten des Gesetzes beschlossene private Pachtverträge (auch bereits ausgelaufene) galten nach § 16 Übergangsregelungen. Die Pachtverträge liefen demnach frühestens zum 31. März 1987 aus; setzte die Gemeinde das Grundstück nach Inkrafttreten des Gesetzes als Dauerkleingartenfläche fest, galten die Pachtverträge unbefristet.
Das Bundesverfassungsgericht sah sich mit zwei Vorlagebeschlüssen des Bundesgerichtshofs und des Oberlandesgerichts Hamm konfrontiert, in denen die Gerichte die Übergangsregelungen für einen Verstoß gegen das grundgesetzlich geschützte Eigentumsrecht erachteten. Da das Bundesverfassungsgericht bereits zuvor die Unkündbarkeitsregelung für verfassungswidrig erklärt habe, dürfe der Gesetzgeber die bestehenden Pachtverträge nicht wiederum ohne Kündigungsmöglichkeit verlängern.

## Zusammenfassung der Entscheidung
Das Bundesverfassungsgericht erklärte zwar die Regelungen für verfassungsgemäß, sah aber eine verfassungskonforme Auslegung der Übergangsregelung für notwendig, sodass eine Kündigung auch vor dem 31. März 1987 möglich ist, wenn eine der im Gesetz geregelten Kündigungsgründe vorliegt.
Das Gericht hatte in seiner vorherigen Entscheidung die Unkündbarkeitsregelungen für verfassungswidrig erklärt – nicht aber für nichtig. Dadurch erfolgt kein unmittelbarer Eingriff in geltendes Recht, das heißt, die Regelungen waren bis zu einer gesetzlichen Neuregelung weiterhin anwendbar, die bestehenden Pachtverträge sind also nicht ausgelaufen. In einem Gerichtsverfahren hätten die Gerichte das Verfahren bis zu einer Neuregelung aussetzen müssen.
Grundsätzlich muss zwar eine Neuregelung auch die Zeit zwischen der Entscheidung des Bundesverfassungsgerichts und dem Inkrafttreten des Gesetzes abdecken, unter Umständen auch die Zeit vor der Entscheidung. Dies gilt jedoch dann nicht, wenn eine solche rückwirkende Regelung tatsächlich nicht mehr möglich wäre, sie dem Betroffenen keinen tatsächlichen Nutzen bringe oder unverhältnismäßig in die schutzwürdigen Belange anderer eingreife. Dies sei hier der Fall, da es erhebliche rechtliche Probleme zur Folge hätte, wenn die bestehenden Pachtverträge rückwirkend beendet worden wären.
Zwar sah das Gericht die durch die Übergangsvorschrift festgelegten Beschränkungen des Eigentumsrechts als verfassungsgemäß an – insofern wich das Gericht von der vorherigen Entscheidung ab –, aber es erklärte eine andere, nicht von den Gerichten beanstandete Regelung für verfassungswidrig, nämlich die über den Pachtzins. Zwar sei eine solche Pachtzinsregelung nicht grundsätzlich verfassungswidrig, aber im vorliegenden Fall greift die Regelung zu sehr in die Rechte des Eigentümers ein, weil der Pachtzins viel zu niedrig angesetzt worden war und damit der Ertrag für den Eigentümer so gering ist, dass er noch nicht einmal die öffentlichen Lasten wie die Straßenreinigungskosten abdeckt. Für den Eigentümer entsteht dadurch ein finanzieller Verlust, den er in keiner Weise kompensieren kann, was nicht mit dem Recht auf Eigentum vereinbar ist.

## Folgen des Urteils
Die Kleingarten-II-Entscheidung wird heute regelmäßig im Jurastudium thematisiert.